# Ampakina

AMPA

Las ampakinas (también denominadas ampaquinas o AMPAkinas) son una clase de compuestos nootropos conocidos por mejorar la capacidad de atención y alerta, y facilitar el aprendizaje y la memoria. Las ampaquinas toman su nombre del receptor glutamatérgico AMPA, con el que interactúan fuertemente. El receptor AMPA, a su vez, recibe su nombre de AMPA, que se une selectivamente a la misma.

## Utilización
En la actualidad están siendo investigadas como tratamiento potencial para una amplia gama de condiciones relacionadas con la discapacidad mental y trastornos como la enfermedad de Alzheimer, la enfermedad de Parkinson, la esquizofrenia, la Depresión Resistente al Tratamiento (TRD) o trastornos neurológicos como el Déficit de Atención e Hiperactividad (TDAH), entre otros. En un estudio de 2006 demostró tener efectos después de haber abandonado el cuerpo, sin dejar de mejorar el aprendizaje y la memoria.